# 진강 노씨
진강 노씨(鎭江盧氏)는 진강시를 본관으로 하는 한국의 성씨이다.
시조 노인(魯認)은 임진외란 때 공을 세우고 조선의 여러 관직들을 역임했다. 그의 조상은 기자와 함께 고조선으로 온 기자의 시중인 진강(鎭江) 사람 노인(魯認)이라고 하며 본관을 진강으로 했다.

## 참고 자료
- “진강노씨(鎭江魯氏)”. 뿌리를 찾아서.[깨진 링크(과거 내용 찾기)]